# Craighouse
Craighouse (en gaélico escocés: Taigh na Creige) es el principal asentamiento de Jura, una isla escocesa de las Hébridas Interiores del Sur. La aldea está situada en la costa protegida de Jura, en el extremo sur de la bahía de islas pequeñas. 

## Descripción
La aldea fue servida por un ferry directo del continente que atracaba en el muelle de Craighouse. Este servicio finalizó hace algunos años, y el acceso es ahora a través de una sola carretera ocho millas desde Feolin en la costa suroeste de Jura, donde hay un pequeño vehículo de ferry a la vecina isla de Islay. Sin embargo, desde 2007, solo un servicio de ferry de pasajeros a Craighouse ha operado durante el verano desde la aldea de Tayvallich en el continente.

## Instalaciones en Craighouse

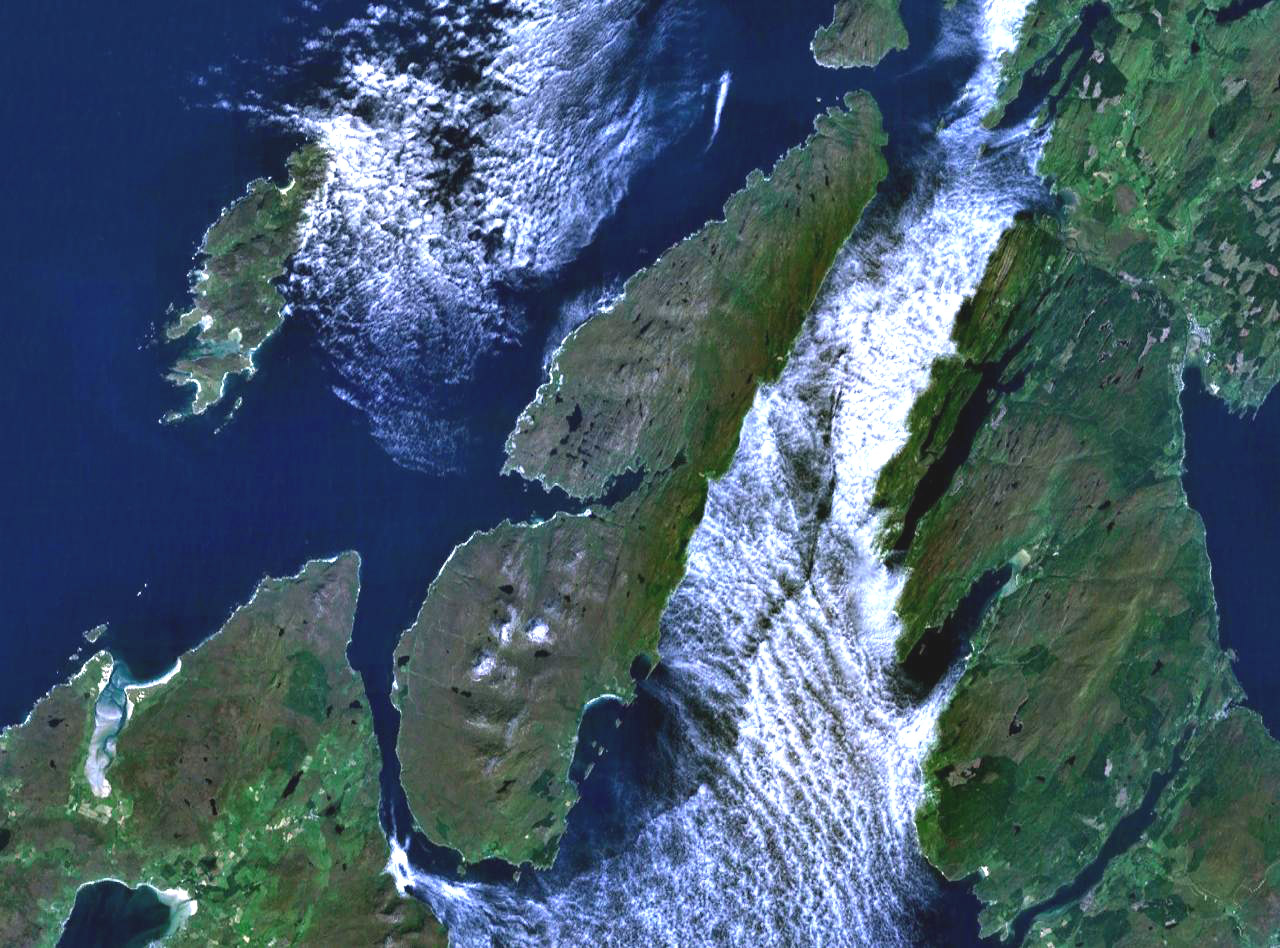
Vista de satélite de la Isla de Jura en la que esta Craighouse.

Hoy Craighouse es el centro social de la isla de Jura y es sede de:
- La destilería de Jura, productor del whisky isleño.
- El Hotel Jura.[5]
- El restaurante Antlers Bistro.[6]
- Tiendas de Jura, oficina de correos, panadería, carnes orgánicas y etc.[7]
- Gasolinera.
- Escuela primaria de las Islas pequeñas.
- Iglesia parroquial de Jura.
- Punto de servicio.
- Ayuntamiento.